# لا لیگا ۱۹۲۹
فصل ۱۹۲۹ دسته برتر فوتبال اسپانیا (Primera División) از ۱۰ فوریه ۱۹۲۹ آغاز شد و در ۲۳ ژوئن ۱۹۲۹ به پایان رسید. در مجموع ۱۰ تیم در این لیگ شرکت کردند.
بارسلونا پس از غلبه بر رئال یونیون در هفته آخر و باخت همزمان رئال مادرید مقابل اتلتیک بیلبائو، عنوان قهرمانی نخستین فصل از لا لیگا را کسب کرد.

## گزینش تیم‌ها
دسته اول با حضور شش تیم با سابقه قهرمانی در کوپا دل ری (آرناس، اتلتیک بیلبائو، بارسلونا، رئال مادرید، رئال سوسیداد و رئال یونیون) و سه تیم که سابقه حداقل یک بار حضور در فینال را داشتند (اتلتیکو مادرید، اسپانیول، اروپا) برگزار شد.
تیم دهم در رقابت هایی که قهرمان آن جواز حضور در لا لیگا را کسب می‌کرد مشخص شد و باقی تیم های شرکت کننده همراه با تیم راسینگ مادرید در دسته سگوندا دیویسیون ۱۹۲۹ رقابت کردند.

### مسابقات انتخابی
قهرمان مرحله انتخابی، دهمین شرکت کننده در این سطح از فوتبال اسپانیا را مشخص کرد. راسینگ سانتاندر در کنار سایر تیمها از گروه "A" دسته سگوندا دیویسیون رقابت کردند. در صورت تساوی در یک بازی، آن مسابقه تکرار میشد. راسینگ سانتاندر پس از دو تساوی، با غلبه بر سویا در بازی سوم، به عنوان آخرین تیم وارد نخستین فصل از لالیگا شد.

##### دور اول
| ۲۵ دسامبر ۱۹۲۸ | رئال اویدو | ۲ - ۲ | ایبریا | بیلبائو          |
|                |            |       |        | ورزشگاه: سن مامس |

| ۲۶ دسامبر ۱۹۲۸ | رئال اویدو | ۴ - ۱ | ایبریا | بیلبائو          |
|                |            |       |        | ورزشگاه: سن مامس |

| ۲۵ دسامبر ۱۹۲۸ | رئال بتیس | ۲ - ۱ | آلاوس | مادرید                |
|                |           |       |       | ورزشگاه: متروپولیتانو |

##### یک چهارم نهایی
| ۱۰ دسامبر ۱۹۲۸ | راسینگ سانتاندر | ۲ - ۲ | والنسیا | مادرید            |
|                |                 |       |         | ورزشگاه: چامارتین |

| ۱۳ ژانویه ۱۹۲۸ | راسینگ سانتاندر | ۲ - ۱ | والنسیا | مادرید                |
|                |                 |       |         | ورزشگاه: متروپولیتانو |

| ۱۳ ژانویه ۱۹۲۸ | رئال اویدو | ۰ - ۱ | رئال بتیس | والنسیا         |
|                |            |       |           | ورزشگاه: مستایا |

| ۱۳ ژانویه ۱۹۲۸ | سلتاویگو | ۳ - ۲ | اسپورتینگ خیخون | لئون            |
|                |          |       |                 | ورزشگاه: گوزمان |

| ۱۷ ژانویه ۱۹۲۸ | سویا | ۴ - ۱ | دپورتیوو لاکرونیا | مادرید                |
|                |      |       |                   | ورزشگاه: متروپولیتانو |

##### نیمه نهایی
| ۲۳ ژانویه ۱۹۲۸ | رئال بتیس | ۱ - ۲ | راسینگ سانتاندر | مادرید            |
|                |           |       |                 | ورزشگاه: چامارتین |

| ۲۷ ژانویه ۱۹۲۸ | سویا | ۲ - ۱ | سلتاویگو | مادرید                |
|                |      |       |          | ورزشگاه: متروپولیتانو |

##### فینال
| ۳ فوریه ۱۹۲۸ | راسینگ سانتاندر | ۱ - ۱ | سویا | مادرید                |
|              |                 |       |      | ورزشگاه: متروپولیتانو |

| ۶ فوریه ۱۹۲۸ | سویا | ۲ - ۲ | راسینگ سانتاندر | مادرید                |
|              |      |       |                 | ورزشگاه: متروپولیتانو |

| ۹ فوریه ۱۹۲۸                                                          | راسینگ سانتاندر | ۲ - ۱ | سویا | مادرید                |
|                                                                       |                 | گزارش |      | ورزشگاه: متروپولیتانو |
| یادداشت: راسینگ سانتاندر به عنوان آخرین تیم به لیگ دسته اول صعود کرد. |                 |       |      |                       |

## تیم‌ها
| \| باشگاه \| شهر \| ورزشگاه \| ظرفیت \| \| ----------------------------- \| ---------- \| ------------ \| ------ \| \| باشگاه آرناس گچو \| گتسو \| ایبایوندو \| ۱۸٫۰۰۰ \| \| باشگاه فوتبال اتلتیک بیلبائو \| بیلبائو \| سن مامس \| ۱۸٫۰۰۰ \| \| باشگاه فوتبال اتلتیکو مادرید \| مادرید \| متروپولیتانو \| ۱۷٫۰۰۰ \| \| باشگاه فوتبال بارسلونا \| بارسلون \| لس کورتس \| ۲۳٫۰۰۰ \| \| باشگاه فوتبال اسپانیول \| بارسلون \| سریا \| ۱۸٫۰۰۰ \| \| باشگاه ورزشی اروپا \| بارسلون \| ال گیناردو \| ۱۸٫۰۰۰ \| \| باشگاه فوتبال راسینگ سانتاندر \| سانتاندر \| ال ساردینرو \| ۱۲٫۰۰۰ \| \| باشگاه فوتبال رئال مادرید \| مادرید \| چامارتین \| ۱۶٫۵۰۰ \| \| باشگاه فوتبال رئال سوسیداد \| سن سباستین \| آتوچا \| ۱۲٫۰۰۰ \| \| باشگاه رئال یونیون \| ایرون \| گال \| ۱۲٫۰۰۰ \| | اتلتیک بیلبائومادریدبارسلونارئال سوسیدادآرناسرئال یونیونراسینگ سانتاندر موقعیت جغرافیایی تیم‌ها در لا لیگا ۱۹۲۹ · تیم‌های بارسلونا: بارسلونا، اسپانیول، اروپا · تیم‌های مادرید: اتلتیکو مادرید، رئال مادرید · |              |        |
| باشگاه | شهر | ورزشگاه      | ظرفیت  |
| باشگاه آرناس گچو | گتسو | ایبایوندو    | ۱۸٫۰۰۰ |
| باشگاه فوتبال اتلتیک بیلبائو | بیلبائو | سن مامس      | ۱۸٫۰۰۰ |
| باشگاه فوتبال اتلتیکو مادرید | مادرید | متروپولیتانو | ۱۷٫۰۰۰ |
| باشگاه فوتبال بارسلونا | بارسلون | لس کورتس     | ۲۳٫۰۰۰ |
| باشگاه فوتبال اسپانیول | بارسلون | سریا         | ۱۸٫۰۰۰ |
| باشگاه ورزشی اروپا | بارسلون | ال گیناردو   | ۱۸٫۰۰۰ |
| باشگاه فوتبال راسینگ سانتاندر | سانتاندر | ال ساردینرو  | ۱۲٫۰۰۰ |
| باشگاه فوتبال رئال مادرید | مادرید | چامارتین     | ۱۶٫۵۰۰ |
| باشگاه فوتبال رئال سوسیداد | سن سباستین | آتوچا        | ۱۲٫۰۰۰ |
| باشگاه رئال یونیون | ایرون | گال          | ۱۲٫۰۰۰ |

## جدول لیگ و نتایج

### جدول لیگ
| رتبه           | تیم                    | بازی | برد | تساوی | شکست | گ.ز. | گ.خ. | ت.گ. | امتیاز | صعود/سقوط        | قوانین رتبه‌بندی |
| -------------- | ---------------------- | ---- | --- | ----- | ---- | ---- | ---- | ---- | ------ | ---------------- | --- |
| ۱              | بارسلونا (ق.)          | ۱۸   | ۱۱  | ۳     | ۴    | ۳۷   | ۲۳   | ۱۴+  | ۲۵     |                  | قوانین رتبه‌بندی: ۱. امتیازات ۲. امتیازات بازی‌های رو در رو ۳. تفاضل گل در بازی‌های رو در رو ۴. تفاضل گل ۵. گل‌های زده توضیحات: (ق.): قهرمان (ب.پ.): برنده پلی‌آف |
| ۲              | رئال مادرید            | ۱۸   | ۱۱  | ۱     | ۶    | ۴۰   | ۲۷   | ۱۳+  | ۲۳     |                  | قوانین رتبه‌بندی: ۱. امتیازات ۲. امتیازات بازی‌های رو در رو ۳. تفاضل گل در بازی‌های رو در رو ۴. تفاضل گل ۵. گل‌های زده توضیحات: (ق.): قهرمان (ب.پ.): برنده پلی‌آف |
| ۳              | اتلتیک بیلبائو         | ۱۸   | ۸   | ۴     | ۶    | ۴۷   | ۳۴   | ۱۳+  | ۲۰     | [ الف ]          | قوانین رتبه‌بندی: ۱. امتیازات ۲. امتیازات بازی‌های رو در رو ۳. تفاضل گل در بازی‌های رو در رو ۴. تفاضل گل ۵. گل‌های زده توضیحات: (ق.): قهرمان (ب.پ.): برنده پلی‌آف |
| ۴              | رئال سوسیداد           | ۱۸   | ۸   | ۴     | ۶    | ۴۶   | ۴۱   | ۵+   | ۲۰     | [ الف ]          | قوانین رتبه‌بندی: ۱. امتیازات ۲. امتیازات بازی‌های رو در رو ۳. تفاضل گل در بازی‌های رو در رو ۴. تفاضل گل ۵. گل‌های زده توضیحات: (ق.): قهرمان (ب.پ.): برنده پلی‌آف |
| ۵              | آرناس                  | ۱۸   | ۸   | ۳     | ۷    | ۳۳   | ۴۳   | ۱۰−  | ۱۹     |                  | قوانین رتبه‌بندی: ۱. امتیازات ۲. امتیازات بازی‌های رو در رو ۳. تفاضل گل در بازی‌های رو در رو ۴. تفاضل گل ۵. گل‌های زده توضیحات: (ق.): قهرمان (ب.پ.): برنده پلی‌آف |
| ۶              | اتلتیکو مادرید         | ۱۸   | ۸   | ۲     | ۸    | ۴۳   | ۴۱   | ۲+   | ۱۸     | [ ب ]            | قوانین رتبه‌بندی: ۱. امتیازات ۲. امتیازات بازی‌های رو در رو ۳. تفاضل گل در بازی‌های رو در رو ۴. تفاضل گل ۵. گل‌های زده توضیحات: (ق.): قهرمان (ب.پ.): برنده پلی‌آف |
| ۷              | اسپانیول               | ۱۸   | ۷   | ۴     | ۷    | ۳۲   | ۳۸   | ۶−   | ۱۸     | [ ب ]            | قوانین رتبه‌بندی: ۱. امتیازات ۲. امتیازات بازی‌های رو در رو ۳. تفاضل گل در بازی‌های رو در رو ۴. تفاضل گل ۵. گل‌های زده توضیحات: (ق.): قهرمان (ب.پ.): برنده پلی‌آف |
| ۸              | اروپا                  | ۱۸   | ۶   | ۴     | ۸    | ۴۵   | ۴۹   | ۴−   | ۱۶     |                  | قوانین رتبه‌بندی: ۱. امتیازات ۲. امتیازات بازی‌های رو در رو ۳. تفاضل گل در بازی‌های رو در رو ۴. تفاضل گل ۵. گل‌های زده توضیحات: (ق.): قهرمان (ب.پ.): برنده پلی‌آف |
| ۹              | رئال یونیون            | ۱۸   | ۵   | ۲     | ۱۱   | ۴۰   | ۴۲   | ۲−   | ۱۲     |                  | قوانین رتبه‌بندی: ۱. امتیازات ۲. امتیازات بازی‌های رو در رو ۳. تفاضل گل در بازی‌های رو در رو ۴. تفاضل گل ۵. گل‌های زده توضیحات: (ق.): قهرمان (ب.پ.): برنده پلی‌آف |
| ۱۰             | راسینگ سانتاندر (ب.پ.) | ۱۸   | ۳   | ۳     | ۱۲   | ۲۵   | ۵۰   | ۲۵−  | ۹      | راهیابی به پلی‌آف | قوانین رتبه‌بندی: ۱. امتیازات ۲. امتیازات بازی‌های رو در رو ۳. تفاضل گل در بازی‌های رو در رو ۴. تفاضل گل ۵. گل‌های زده توضیحات: (ق.): قهرمان (ب.پ.): برنده پلی‌آف |
| منبع: BDFútbol |                        |      |     |       |      |      |      |      |        |                  | |

| تیم / هفته      | ۱  | ۲  | ۳  | ۴  | ۵  | ۶  | ۷  | ۸  | ۹  | ۱۰ | ۱۱ | ۱۲ | ۱۳ | ۱۴ | ۱۵ | ۱۶ | ۱۷ | ۱۸ |
| --------------- | -- | -- | -- | -- | -- | -- | -- | -- | -- | -- | -- | -- | -- | -- | -- | -- | -- | -- |
| بارسلونا        | ۲  | ۴  | ۷  | ۷  | ۹  | ۸  | ۹  | ۷  | ۶  | ۴  | ۵  | ۳  | ۱  | ۱  | ۱  | ۱  | ۲  | ۱  |
| رئال مادرید     | ۱  | ۱  | ۱  | ۱  | ۱  | ۱  | ۱  | ۱  | ۱  | ۱  | ۲  | ۱  | ۲  | ۲  | ۲  | ۲  | ۱  | ۲  |
| اتلتیک بیلبائو  | ۶  | ۲  | ۲  | ۲  | ۲  | ۴  | ۲  | ۲  | ۳  | ۳  | ۳  | ۵  | ۴  | ۵  | ۳  | ۴  | ۴  | ۳  |
| رئال سوسیداد    | ۵  | ۳  | ۳  | ۴  | ۴  | ۵  | ۴  | ۳  | ۵  | ۶  | ۶  | ۷  | ۶  | ۶  | ۶  | ۶  | ۵  | ۴  |
| آرناس           | ۸  | ۹  | ۹  | ۸  | ۷  | ۷  | ۶  | ۴  | ۲  | ۲  | ۱  | ۴  | ۵  | ۴  | ۵  | ۳  | ۳  | ۵  |
| اتلتیکو مادرید  | ۳  | ۷  | ۸  | ۵  | ۵  | ۳  | ۵  | ۶  | ۷  | ۹  | ۹  | ۹  | ۸  | ۹  | ۸  | ۷  | ۸  | ۶  |
| اسپانیول        | ۴  | ۸  | ۴  | ۳  | ۳  | ۲  | ۳  | ۵  | ۴  | ۵  | ۴  | ۲  | ۳  | ۳  | ۴  | ۵  | ۶  | ۷  |
| اروپا           | ۱۰ | ۶  | ۶  | ۹  | ۸  | ۹  | ۸  | ۹  | ۸  | ۷  | ۸  | ۸  | ۹  | ۷  | ۷  | ۸  | ۷  | ۸  |
| رئال یونیون     | ۷  | ۵  | ۵  | ۶  | ۶  | ۶  | ۷  | ۸  | ۹  | ۸  | ۷  | ۶  | ۷  | ۸  | ۹  | ۹  | ۹  | ۹  |
| راسینگ سانتاندر | ۹  | ۱۰ | ۱۰ | ۱۰ | ۱۰ | ۱۰ | ۱۰ | ۱۰ | ۱۰ | ۱۰ | ۱۰ | ۱۰ | ۱۰ | ۱۰ | ۱۰ | ۱۰ | ۱۰ | ۱۰ |

| میزبان / مهمان  | آرن. | ا.ب. | ا.م. | بار. | اسپ. | ارو. | راس. | ر.م. | ر.س. | ر.ی. | منبع  |
| --------------- | ---- | ---- | ---- | ---- | ---- | ---- | ---- | ---- | ---- | ---- | ----- |
| آرناس           | —    | ۱–۰  | ۲–۳  | ۰–۲  | ۳–۰  | ۲–۲  | ۲–۱  | ۳–۲  | ۳–۰  | ۱–۱  | [ ۱ ] |
| اتلتیک بیلبائو  | ۲–۳  | —    | ۳–۳  | ۵–۱  | ۹–۰  | ۲–۰  | ۰–۰  | ۲–۰  | ۴–۲  | ۲–۱  | [ ۱ ] |
| اتلتیکو مادرید  | ۱–۲  | ۲–۳  | —    | ۴–۱  | ۷–۱  | ۵–۴  | ۴–۰  | ۰–۳  | ۰–۳  | ۳–۱  | [ ۱ ] |
| بارسلونا        | ۲–۲  | ۳–۰  | ۴–۰  | —    | ۱–۰  | ۵–۲  | ۵–۱  | ۱–۲  | ۱–۰  | ۴–۱  | [ ۱ ] |
| اسپانیول        | ۱–۲  | ۴–۱  | ۳–۲  | ۱–۱  | —    | ۳–۱  | ۳–۰  | ۴–۰  | ۱–۱  | ۳–۲  | [ ۱ ] |
| اروپا           | ۵–۲  | ۱–۱  | ۴–۱  | ۱–۱  | ۰–۳  | —    | ۴–۱  | ۵–۲  | ۴–۳  | ۳–۳  | [ ۱ ] |
| راسینگ سانتاندر | ۵–۱  | ۰–۴  | ۱–۲  | ۰–۲  | ۱–۱  | ۳–۲  | —    | ۱–۳  | ۶–۱  | ۱–۳  | [ ۱ ] |
| رئال مادرید     | ۲–۰  | ۵–۱  | ۲–۱  | ۰–۱  | ۲–۰  | ۵–۰  | ۲–۲  | —    | ۲–۱  | ۲–۰  | [ ۱ ] |
| رئال سوسیداد    | ۳–۲  | ۱–۱  | ۳–۳  | ۳–۰  | ۱–۱  | ۵–۴  | ۸–۱  | ۵–۴  | —    | ۳–۲  | [ ۱ ] |
| رئال یونیون     | ۷–۱  | ۶–۳  | ۱–۲  | ۱–۲  | ۴–۳  | ۲–۳  | ۳–۱  | ۰–۲  | ۲–۳  | —    | [ ۱ ] |

## بازی‌های پلی‌آف
تیم راسینگ سانتاندر با قرار گرفتن در آخرین مکان جدول لا لیگا ۱۹۲۹ راهی بازی‌های پلی‌آف شد و به مصاف سویا، قهرمان سگوندا دیویسیون ۱۹۲۹ رفت. راسینگ در دو بازی رفت و برگشت در مجموع ۳–۲ پیروز شد و بنابراین در لالیگا باقی ماند.
| ۱۹۲۹ | سویا | ۲–۱   | راسینگ سانتاندر | سویا |
|      |      | گزارش |                 |      |

| ۱۹۲۹ | راسینگ سانتاندر | ۲–۰ (۳–۲ گ.ح.) | سویا | سانتاندر |
|      |                 | گزارش          |      |          |

### جایزه پیچیچی

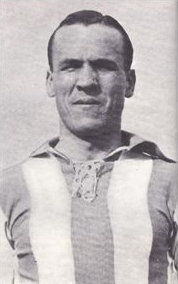
پاکو بینزوباس، بهترین گلزن لالیگا ۱۹۲۹

## آمار فصل
| رتبه | بازیکن              | گل | تیم            | منبع  |
| ---- | ------------------- | -- | -------------- | ----- |
| ۱    | پاکو بینزوباس       | ۱۷ | رئال سوسیداد   | [ ۲ ] |
| ۲    | کوسمه وازکز         | ۱۵ | اتلتیکو مادرید | [ ۲ ] |
| ۳    | لوئیس مارین         | ۱۲ | اتلتیکو مادرید | [ ۲ ] |
| ۳    | لافونته             | ۱۲ | اتلتیک بیلبائو | [ ۲ ] |
| ۵    | مانوئل پاررا        | ۱۱ | بارسلونا       | [ ۲ ] |
| ۵    | مانوئل کروس         | ۱۱ | اروپا          | [ ۲ ] |
| ۵    | خوسه ماریا یرمو     | ۱۱ | آرناس          | [ ۲ ] |
| ۵    | لوییس رگویرو        | ۱۱ | رئال یونیون    | [ ۲ ] |
| ۵    | سانتیاگو اورتیزبریا | ۱۱ | رئال یونیون    | [ ۲ ] |
| ۵    | خایمه لازکانو       | ۱۱ | رئال مادرید    | [ ۲ ] |
| ۵    | گاسپار روبیو        | ۱۱ | رئال مادرید    | [ ۲ ] |

| گلزنان        | گل | تیم            |
| ------------- | -- | -------------- |
| پاکو بینزوباس | ۱۴ | رئال سوسیداد   |
| لافونته       | ۱۲ | اتلتیک بیلبائو |
| لوییس رگویرو  | ۱۲ | رئال یونیون    |
| گاسپار روبیو  | ۱۲ | رئال مادرید    |

## یادداشت
1. 1 2  اتلتیک بیلبائو با توجه به امتیازات بازی‌های رو در رو بالاتر از رئال سوسیداد قرار گرفت: اتلتیک بیلبائو – رئال سوسیداد ۴–۲، رئال سوسیداد – اتلتیک بیلبائو ۱–۱.
2. 1 2  اتلتیکو مادرید با توجه به تفاضل گل بهتر در بازی‌های رو در رو بالاتر از اسپانیول قرار گرفت: اتلتیکو مادرید – اسپانیول ۷–۱، اسپانیول – اتلتیکو مادرید ۳–۲.
3. ↑  جدول زیر، فهرست گلزنان برتر است که توسط روزنامه Diario Marca ارائه شده است، و با فهرست گلزنان برتر که براساس گزارش های رسمی مسابقات ارائه شده، متفاوت است.